# Tucholka (Adelsgeschlecht)

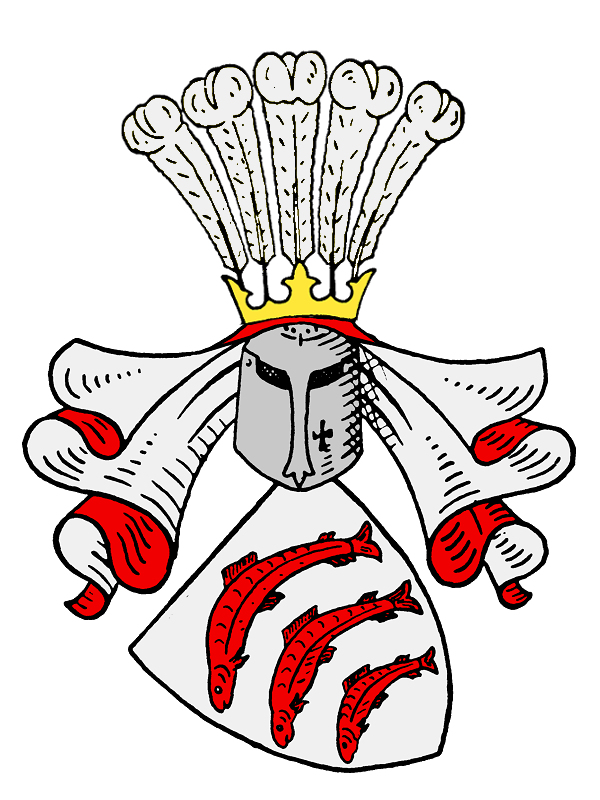
Wappen derer von Tucholka

Tucholka ist der Name eines alten pommerellischen Adelsgeschlechts.

## Geschichte

### Ursprung
Der Ursprung des Geschlechts von Tucholka ist nicht gesichert. Am 30. April 1343 verleiht der Hochmeister des Deutschen Ritterordens Ludolf König von Wattzau dem Jesko von Klein Tuchel (Tucholka, Kreis Tuchel) 17 Hufen und den See in Tucholka zu kulmischem Recht als Dienstgut, so dass die von Tucholka als Lehnsnehmer des Deutschen Ordens dem alten Adel zuzurechnen sind.
Während die von Kurzbach das Wappen derer von Seydlitz in verwechselten Farben tragen, entspricht das Stammwappen derer von Tucholka, ein weißer Schild mit drei roten Fischen übereinandergelegt, exakt dem Stammwappen derer von Seydlitz. Während also die von Kurzbach aufgrund der Wappenähnlichkeit als eines Stammes mit den von Seydlitz betrachtet werden, kann dies auch für die von Tucholka gelten. Während die von Kurzbach im Zuge der deutschen Ostsiedlung um 1200 nach Schlesien gekommen sind, haben die von Tucholka die Besiedelung Pommerellens unter dem Deutschen Orden mit vorangetrieben.

## Ausbreitung und Güter
Für die von Tucholka ist umfangreicher Güterbesitz nachgewiesen.  im Kreis Marienwerder; Junkerhoff im Kreis Schwetz; Koscieles  im Kreis Marienwerder; Lazkowko; Lowy  im Kreis Schwetz 1782; Mszanno Kreis Schwetz 1839; Poledno Kreis Schwetz 1839; Russeck; Smolong Kreis Preußisch Stargard 1782; Suming Kreis Konitz; Wiednikowo Kreis Schwetz 1839. In Posen: Bielawki im Kreis Mogilno 1845; Groß und Klein Krzekotowo im Kreis Mogilno 1845; Nieciszewo im Kreis Bromberg 1782; Rombino im Kreis Inowraclaw 1855; Trzebin im Kreis Bromberg 1782.

## Wappen
Das Wappen zeigt in Silber drei rote Fische übereinander. Auf dem gekrönten Helm mit rot-silbernen Decken fünf silberne Straußenfedern. Als Helmzier sind auch drei Straußenfedern belegt, wobei die mittlere Feder mit einem roten Fisch belegt ist.

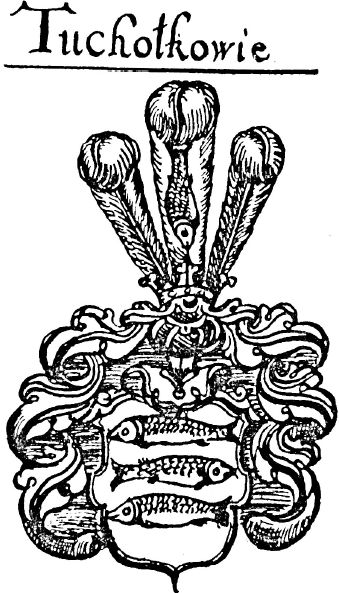
Wappen derer von Tucholka nach Dachnowski, Herbarz Polski, 1631
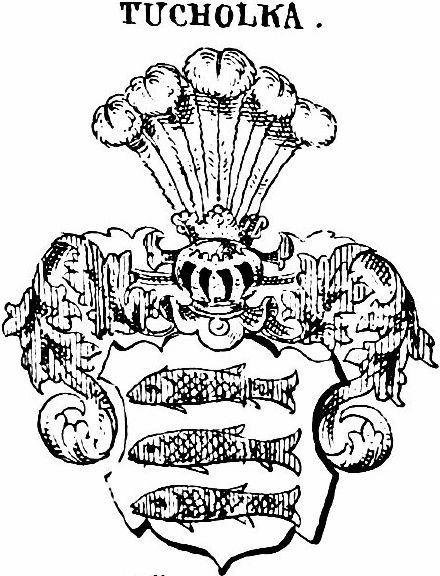
Wappen derer von Tucholka in Johann Siebmachers neuem Wappenbuch

## Persönlichkeiten
- Johann von Tucholka (gest. 1756), Kastellan von Danzig,[5][6] General der Kaiserlich Russischen Armee
- NN von Tucholka, Landrat des Landkreises Allenstein 1832–1841
- Jaro von Tucholka (1894–1978), deutsche Dichterin, Übersetzerin und Fotografin